# Маунт-Сінай (Нью-Йорк)
Маунт-Сінай (англ. Mount Sinai) — переписна місцевість (CDP) в США, в окрузі Саффолк штату Нью-Йорк. Населення — 11 623 особи (2020).

## Географія
Маунт-Сінай розташований за координатами 40°56′36″ пн. ш. 73°1′19″ зх. д. / 40.94333° пн. ш. 73.02194° зх. д. (40.943264, -73.021937).  За даними Бюро перепису населення США в 2010 році переписна місцевість мала площу 16,62 км², з яких 15,54 км² — суходіл та 1,09 км² — водойми.

## Демографія
Згідно з переписом 2010 року, у переписній місцевості мешкало 12 118 осіб у 4080 домогосподарствах у складі 3391 родини. Густота населення становила 729 осіб/км².  Було 4285 помешкань (258/км²).
Расовий склад населення:
| - 92,1 % — білих - 4,0 % — азіатів - 1,5 % — чорних або афроамериканців - 0,1 % — вихідців з тихоокеанських островів - 0,1 % — корінних американців |

До двох чи більше рас належало 1,3 %. Частка іспаномовних становила 5,8 % від усіх жителів.
За віковим діапазоном населення розподілялося таким чином: 26,0 % — особи молодші 18 років, 59,7 % — особи у віці 18—64 років, 14,3 % — особи у віці 65 років та старші. Медіана віку мешканця становила 41,9 року. На 100 осіб жіночої статі у переписній місцевості припадало 95,3 чоловіків;  на 100 жінок у віці від 18 років та старших — 91,0 чоловіків також старших 18 років.
Середній дохід на одне домашнє господарство  становив 128 087 доларів США (медіана — 108 642), а середній дохід на одну сім'ю — 147 747 доларів (медіана — 128 118). Медіана доходів становила 90 402 долари для чоловіків та 70 476 доларів для жінок. За межею бідності перебувало 6,3 % осіб, у тому числі 9,1 % дітей у віці до 18 років та 1,3 % осіб у віці 65 років та старших.
Цивільне працевлаштоване населення становило 5680 осіб. Основні галузі зайнятості: освіта, охорона здоров'я та соціальна допомога — 30,0 %, науковці, спеціалісти, менеджери — 11,7 %, фінанси, страхування та нерухомість — 10,2 %, роздрібна торгівля — 9,5 %.